# Beretta 93R
Beretta 93R je automatski pištolj kojeg je proizvela i dizajnirala talijanska tvrtka Beretta 1970-ih za policijsku i vojnu uporabu. Ovaj je pištolj izveden od poluautomatskog modela 92. "R" stoji za Raffica, to je talijanska riječ za nalet ili paljbu.

## Povijest
Beretta 93R je dizajnirana za talijanske protuterorističke jedinice Nucleo Operativo Centrale di Sicurezza i Gruppo di Intervento Speciale, policija i vojska su također usvojili ovaj pištolj za postrojbe koje su trebale oružje sposobno brze paljbe. Pištolj je razvijen od dizajna Beretta 92. 

## Mehanika
Beretta 93R je mehanički slična Beretti 92. Može pucati na poluautomatski način i na trostruki rafal. Prekidač za odabir omogućava korisniku da izmjenjuje ova dva načina. Pištolj ima malenu dršku na prednjem dijelu okidačevog štitnika, ta drška služi za bolju stabilnost tijekom paljbe. Može se staviti i čelični preklopivi kundak na kraj standardnog rukohvata. 

## Korisnici
- Italija
- Honduras